# میریبل، ان
میریبل، ان (به فرانسوی: Miribel) یک کمون در فرانسه است که در canton of Miribel واقع شده‌است.

## خصوصیات
میریبل ۲۴٫۴۹ کیلومترمربع مساحت و ۸٬۹۹۷ نفر جمعیت دارد و ۱۷۴ متر بالاتر از سطح دریا واقع شده‌است.